# Johnny Hallyday live Cambrai 4 sept. 1970
Lives par Johnny Hallyday
Johnny Hallyday live Cambrai 4 sept. 1970 est un album enregistré en public de Johnny Hallyday, publié à titre posthume le 28 janvier 2022. Le concert a été radiodiffusé en direct sur Europe 1 le 4 septembre 1970, dans le cadre d'une émission Musicorama, dont l'archive a rendu possible la réalisation du disque.

## Histoire
Depuis 1966, la kermesse de la Bêtise de Cambrai, à l'initiative de son organisateur Guy Rémy, mêle à la manifestation (chaque soir), un grand concert avec des artistes nationaux. Johnny Hallyday s'y est produit en 1967, 1969, 1970, 1973 et dans les années 1980. En 1970, le concert du 4 septembre dans le cadre d'un Musicorama est retransmis en direct sur la radio Europe 1. 
Précédemment cette même année, deux autres prestations scéniques de Hallyday sont radiodiffusées sur Europe 1 : le 21 mars en direct du Golf Drouot et le 7 août à Port Barcarès au pied du navire Le Lydia échoué sur la plage, dans le cadre le l'émission Campus de Michel Lancelot (enregistrement dont les archives de la radio n'ont pas retrouvé trace),.
La parution en disque cinquante deux ans plus tard du concert de Johnny Hallyday est l'unique live (officiel) du chanteur à contenir une version enregistrée en public de la chanson polémique et succès de l'année 1970, Jésus Christ.

## Autour du disque
Johnny Hallyday live Cambrai 4 sept. 1970 est diffusé le 28 janvier 2022, dans le cadre de la réédition de l'album studio Vie paru en 1970. Il sort sous différents supports notamment (source pour l'ensemble des informations ci-dessous) :
- Double 33 tours Europe 1 - Panthéon - Mercury Universal 5394569 (Johnny Hallyday live Cambrai 4 sept. 1970)
- Coffret 4 CD Europe 1 - Panthéon - Mercury Universal 5394599 (Vie)
- Coffret 3 LP, 4 CD, 1 DVD Europe 1 - Panthéon - Mercury Universal 5394559 (Vie)

## Titres
| 1.  | À tout casser                               | Georges Aber              | Johnny Hallyday, Tommy Brown          |  |
| 2.  | Cours plus vite Charlie (Cut Across Shorty) | Long Chris (adaptation)   | Marijohn Wilkin (en), Wayne P. Walker |  |
| 3.  | Jésus Christ                                | Philippe Labro            | Eddie Vartan                          |  |
| 4.  | Regarde pour moi                            | Gilles Thibaut            | Steve Marriott, Ronnie Lane           |  |
| 5.  | Voyage au pays des vivants                  | Long Chris                | Mick Jones, Tommy Brown               |  |
| 6.  | J'ai peur, je t'aime                        | Long Chris                | Jean Bernard, Johnny Hallyday         |  |
| 7.  | Rivière... ouvre ton lit                    | Gilles Thibaut            | Mick Jones, Tommy Brown               |  |
| 8.  | Mal (Hush)                                  | Georges Aber (adaptation) | Joe South                             |  |
| 9.  | Que je t'aime                               | Gilles Thibaut            | Jean Renard                           |  |
| 10. | Je te veux                                  | Long Chris                | Mick Jones, Tommy Brown               |  |
| 11. | Je suis né dans la rue                      | Long Chris                | Mick Jones, Tommy Brown               |  |
| 12. | Whole Lotta Shakin' Goin' On                | Dave Williams             | Sunny David                           |  |

## Musiciens
- Direction musicale : Mick Jones et Tommy Brown
- Mick Jones : guitare
- Jean-Pierre Azoulay : guitare
- Archie Leggett : basse
- Tommy Brown : batterie
- Jean-Marc Deutère : orgue
- Pierre Goasguen : trombone
- Guy Marco : trompette
- Jacques Ploquin : trompette
- René Morizur : saxophone, flute